# Darracq Motor
Darracq Motor (nombre original en inglés: Darracq Motor Engineering Company Limited) fue una compañía británica radicada en Londres, dedicada inicialmente a la importación minorista y mayorista de automóviles Darracq y Talbot fabricados en Francia.
Se creó en 1916 como subsidiaria de Darracq Inglaterra, para gestionar los activos que poseía en el Reino Unido la casa matriz, cuya principal parte del negocio estaba en Francia. Posteriormente se convirtió en constructor de automóviles, produciendo regularmente modelos de STD (Sunbeam-Talbot-Darracq, denominación que había adoptado Darracq Inglaterra en 1920), y finalmente pasó a ser la sociedad propietaria del negocio de fabricación de automóviles en nombre de su matriz, STD Motors Limited.
Sus activos se vendieron en 1935, tras el colapso financiero de STD Motors en 1934. El negocio de fabricación de automóviles fue comprado por los hermanos Rootes, y la compañía perdió su identidad propia.

## Origen

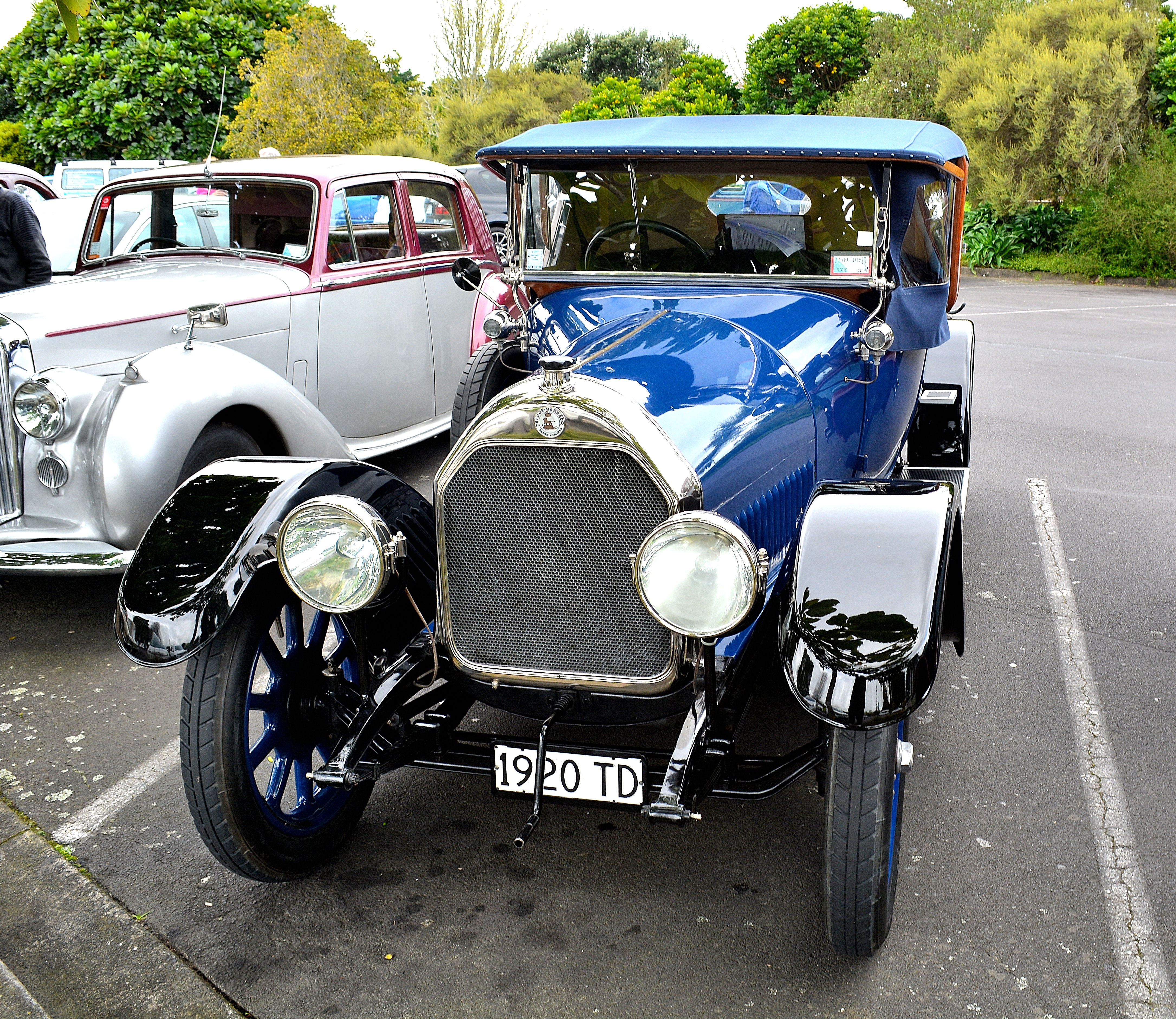
Talbot-Darracq 4.6-litros 20CV V8 cupé, construido en Francia y comercializado como Talbot-Darracq en Inglaterra por Darracq Motor (1920)

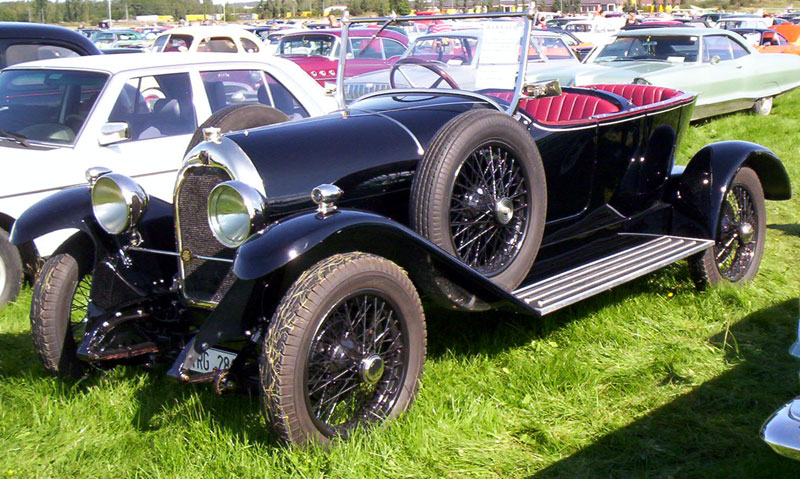
1924 Darracq 12/32 Sport Cloverleaf

Darracq Inglaterra (más adelante STD Motors) había comprado en 1905 una importante participación del fabricante francés de automóviles Darracq. En 1916, en plena Primera Guerra Mundial, decidió reorganizar la factoría de Darracq en Suresnes (París) de la que era copropietario, así como el sistema de distribución y venta de Darracq en Londres. Para ello fundó Darracq Motor Engineering con el propósito de hacerse cargo de sus activos ubicados en Gran Bretaña: salas de exhibición, almacenes y talleres de servicio; incluyendo su sede en el 150 de Bond Street, sus fábricas en Fulham y en Londres, en aquel entonces dedicadas a fabricar municiones, aviones y componentes tales como hélices, y bajo el control de la Real Fuerza Aérea en tiempos de guerra.
Darracq Motor agregó a sus activos británicos la propiedad de los terrenos de Darracq Inglaterra en Francia, entre los que se encontraba su planta de Suresnes, y los arrendó a una nueva compañía francesa, la Société Anonyme Darracq, creada para gestionar todos los otros activos franceses que antes eran propiedad directa de Darracq Inglaterra.
Darracq Inglaterra (que luego pasaría a llamarse STD Motors) se convirtió en una empresa no comercial, titular de la propiedad de los diversos negocios franceses y británicos de la compañía original.

## Actividades

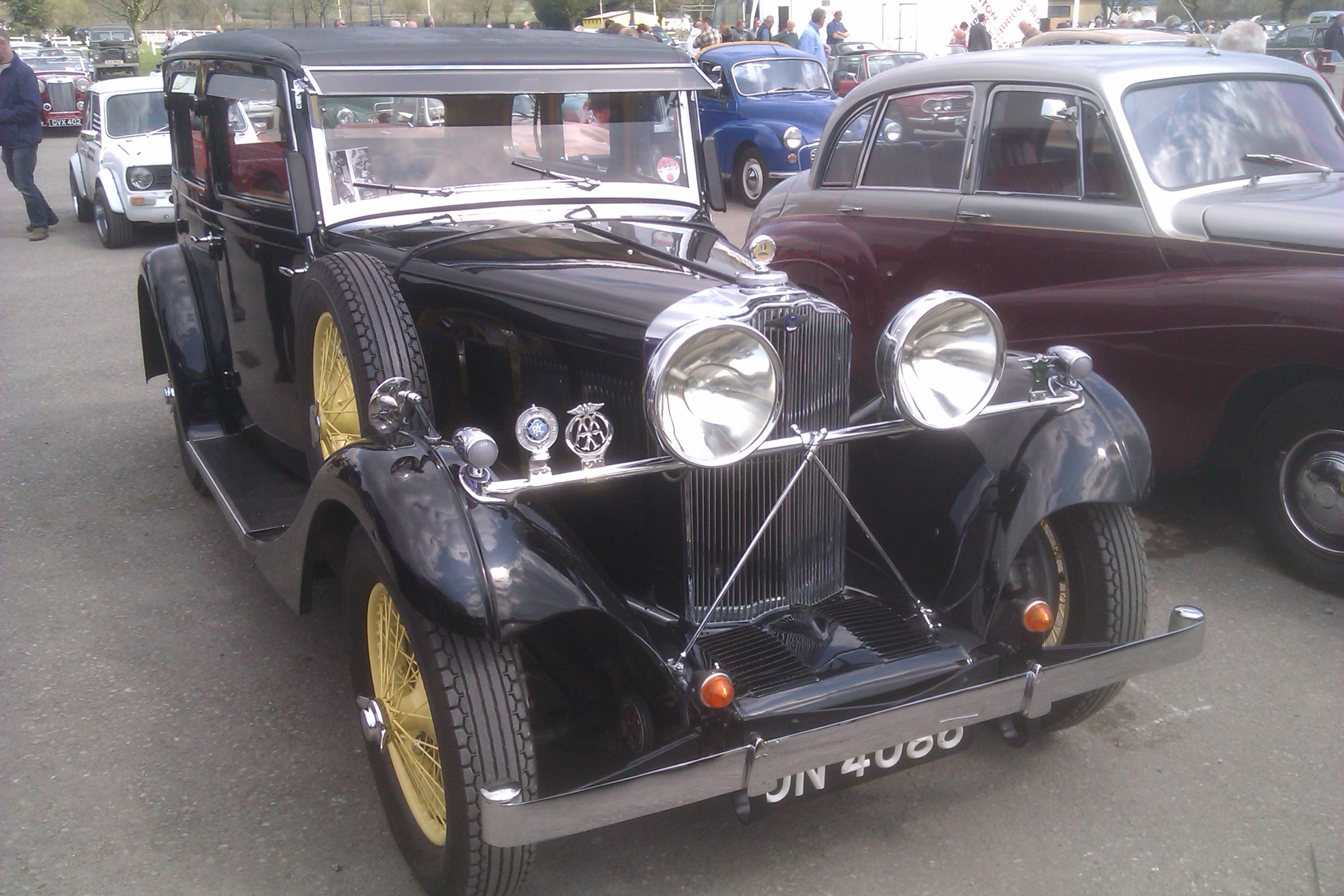
1934 Talbot AX65, carrozado por Darracq

Después del Armisticio de 1918 con el que finalizó la Primera Guerra Mundial, los talleres de Darracq Motor en Fulham volvieron a fabricar carrocerías para los modelos de Darracq, y siguieron ensamblando componentes de origen francés.
Después de 1920, las oficinas y salas de exhibición en The Vale (Acton), fueron compartidas con W & G Du Cros, otra empresa del grupo.
Cuando se creó el grupo STD, Darracq Motor también fabricó carrocerías para Sunbeam de Wolverhampton y para Talbot de Londres. A pesar del cambio de nombre del fabricante, Darracq Motor continuó importando y vendiendo los modelos fabricados por la SA Talbot enviados desde Francia para su venta en Gran Bretaña, y los comercializaba como Darracq.

## Rootes

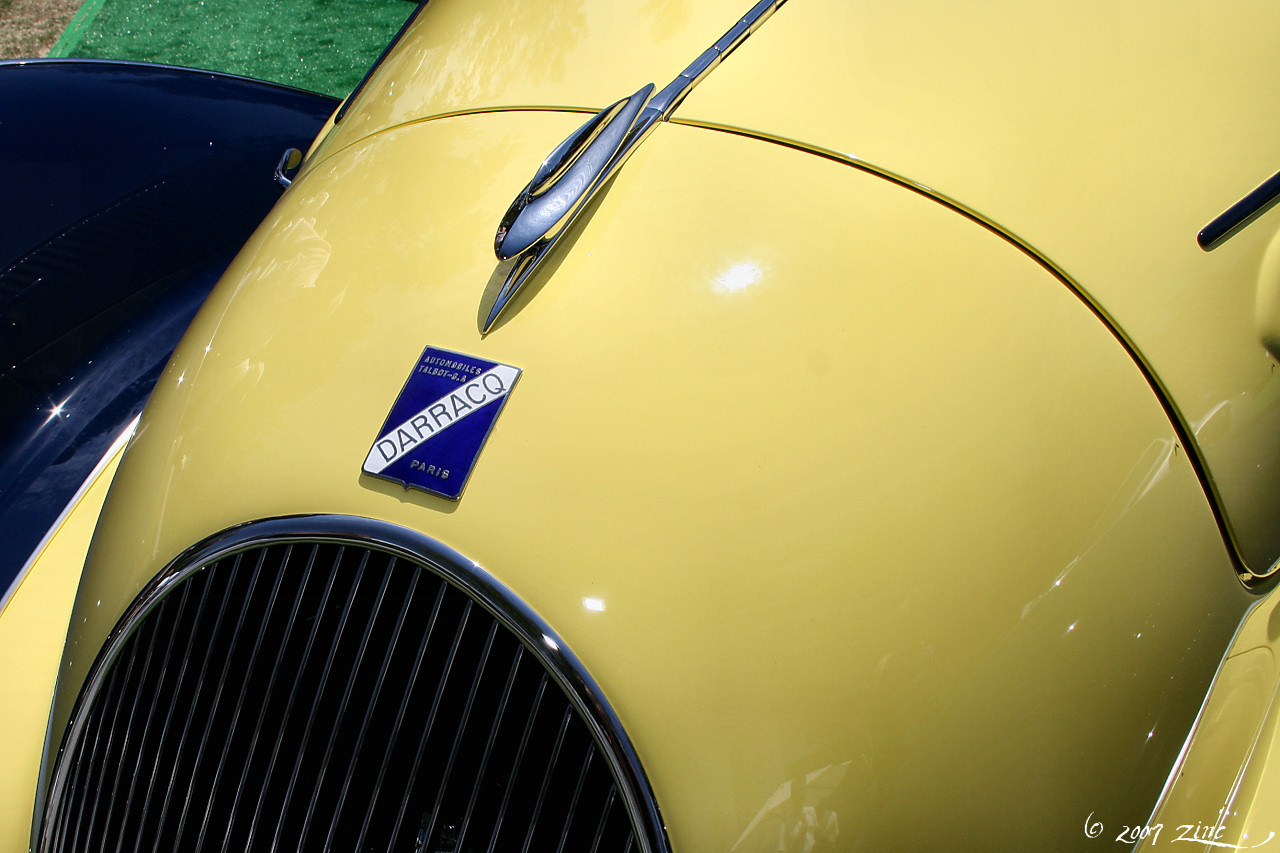
Darracq carrozado por Figoni et Falaschi (1938)

Los hermanos Rootes agruparon el negocio de construcción de carrocerías bajo el control de Clément-Talbot en enero de 1935, por lo que Darracq Motors perdió su identidad separada.
De la venta de automóviles procedentes de Francia, así como de los servicios de reparación y repuestos, se encargó una nueva sociedad, la "D.A.R.A. Co Limited" (con oficinas en 1a Kilburn High Road, Maida Vale NW6). La adaptación de los automóviles que Talbot enviaba desde Suresnes a Gran Bretaña continuó después de la disolución de Darracq Motor porque el negocio británico de Clément-Talbot se mantuvo activo. En 1938, Clément-Talbot se convirtió en Sunbeam-Talbot. Veinte años después, en 1954, el nombre de Talbot desapareció de sus productos.

### Coches fabricados en Suresnes, París (1919–1938)
Modelos "Talbot Darracq" y después "Darracq" vendidos en Gran Bretaña. Información recopilada de The Autocar Buyer's Guide y publicada en el Apéndice V. Ian Nickols y Kent Karslake,  Motoring Entente, Cassell, Londres 1956.
| Años       | Nombre (Francés) | Cilindrada (cc) | Cilindros | Diámetro / carrera | RAC tax hp | CV | Caja de cambio | Batalla                               | Vía              |
| ---------- | ---------------- | --------------- | --------- | ------------------ | ---------- | -- | -------------- | ------------------------------------- | ---------------- |
| 1920-1921  | 20 (A)           | 4594            | V8        | 75 x 130           | 27.9       | —  | 4              | 138 plg (3505 mm)                     | 53 plg (1346 mm) |
| 1920, 1922 | 16 (V14)         | 2938            | 4         | 85 x 130           | 17.9       | —  | 4              | 129 plg (3277 mm)                     | 51 plg (1295 mm) |
| 1921       | 14               | 2297            | 4         | 75 x 130           | 14         | —  | 4              | 129 plg (3277 mm)                     | 51 plg (1295 mm) |
| 1922       | 8                | 970             | 4         | 57 x 95            | 8          | —  | 3              | 96 plg (2438 mm)                      | 47 plg (1194 mm) |
| 1922       | 12               | 1460            | 4         | 65 x 110           | 10.5       | —  | 3              | 118 plg (2997 mm)                     | 49 plg (1245 mm) |
| 1922       | 27.9 (A)         | 4594            | V8        | 75 x 130           | 27.9       | —  | 4              | 138 plg (3505 mm)                     | 53 plg (1346 mm) |
| 1923       | 8/18             | 970             | 4         | 57 x 95            | 8          | —  | 3              | 97 plg (2464 mm)                      | 47 plg (1194 mm) |
| 1923       | 12/32 (DC)       | 1598            | 4         | 68 x 110           | 11.5       | —  | 3              | 118 plg (2997 mm)                     | 49 plg (1245 mm) |
| 1923       | 18/36            | 2938            | 4         | 85 x 130           | 17.9       | —  | 4              | 129 plg (3277 mm)                     | 51 plg (1295 mm) |
| 1923       | 20/40            | 3230            | 4         | 89 x 130           | 19.6       | —  | 4              | 129 plg (3277 mm)                     | 51 plg (1295 mm) |
| 1923       | 28/70            | 4594            | V8        | 75 x 130           | 27.9       | —  | 4              | 138 plg (3505 mm)                     | 53 plg (1346 mm) |
| 1924       | 15/40 (DS)       | 2121            | 4         | 75 x 120           | 14         | —  | 3              | 126 plg (3200 mm)                     | 53 plg (1346 mm) |
| 1924-1926  | 12/32 (DC)       | 1598            | 4         | 68 x 110           | 11.5       | —  | 3              | 118 plg (2997 mm)                     | 53 plg (1346 mm) |
| 1926-1927  | 15/40            | 2294            | 4         | 78 x 120           | 15.9       | —  | 3              | 118 plg (2997 mm)                     | 53 plg (1346 mm) |
| 1926-1927  | 17/75            | 2540            | 6         | 70 x110            | 18.2       | —  | 3 / 4          | 132 plg (3353 mm)                     | 55 plg (1397 mm) |
| 1927–1928  | 12/40            | 1669            | 4         | 69.5 x 110         | 12         | —  | 4              | 123 plg (3124 mm)                     | 53 plg (1346 mm) |
| 1927–1928  | 20/98            | 2916            | 6         | 75 x 110           | 20.9       | —  | 4              | 131 plg (3327 mm)                     | 55 plg (1397 mm) |
| 1928       | 16 (M67)         | 1999            | 4         | 67 x 94.5          | 16.7       | —  | 4              | 127 plg (3226 mm)                     | 54 plg (1372 mm) |
| 1929-1930  | 16 (M67)         | 1999            | 4         | 67 x 94.5          | 16.7       | —  | 4              | 127 plg (3226 mm)                     | 55 plg (1397 mm) |
| 1929-1930  | 20 (K74)         | 2440            | 6         | 74 x 94.5          | 20.4       | —  | 4              | 127 plg (3226 mm)                     | 55 plg (1397 mm) |
| 1929-1930  | 20 (T)           | 2916            | 6         | 75 x 110           | 20.9       | —  | 4              | 136,5 plg (3467 mm)                   | 55 plg (1397 mm) |
| 1930       | 30               | 3823            | St8       | 78 x 100           | 30.2       | —  | 4              | 143 plg (3632 mm)                     | 55 plg (1397 mm) |
| 1931       | 20.9             | 2504            | 6         | 75 x 94.5          | 20.9       | —  | 4              | 124 plg (3150 mm)                     | 57 plg (1448 mm) |
| 1931       | 22.6             | 2866            | 6         | 78 x 100           | 22.6       | —  | 4              | 134 plg (3404 mm)                     | 57 plg (1448 mm) |
| 1931–1933  | 30.1             | 3823            | St8       | 78 x 100           | 30.2       | —  | 4              | 139 plg (3531 mm)                     | 57 plg (1448 mm) |
| 1932       | 16 (M67)         | 1999            | 4         | 67 x 94.5          | 16.7       | —  | 4              | 126 plg (3200 mm)                     | 57 plg (1448 mm) |
| 1932       | 20               | 2504            | 6         | 75 x 94.5          | 20.9       | —  | 4              | 126 plg (3200 mm)                     | 57 plg (1448 mm) |
| 1932       | 22               | 2866            | 6         | 78 x 100           | 22.6       | —  | 4              | 126 plg (3200 mm)                     | 57 plg (1448 mm) |
| 1932-1933  | 30               | 3823            | St8       | 78 x 100           | 30.2       | —  | 4              | 143 plg (3632 mm)                     | 57 plg (1448 mm) |
| 1933       | 16 (M67)         | 1999            | 4         | 67 x 94.5          | 16.7       | —  | 4              | 117 plg (2972 mm)                     | 55 plg (1397 mm) |
| 1933-1934  | 20               | 2504            | 6         | 75 x 94.5          | 20.9       | —  | 4              | 117 plg (2972 mm)                     | 57 plg (1448 mm) |
| 1934       | 16 (L67)         | 1999            | 4         | 67 x 94.5          | 16.7       | —  | 4              | 117 plg (2972 mm)                     | 57 plg (1448 mm) |
| 1934       | 28               | 3563            | 8         | 75 x 100           | 27.9       | —  | 4              | 124 plg (3150 mm) / 138 plg (3505 mm) | 57 plg (1448 mm) |
| 1936–1936  | 16.7             | 1999            | 6         | 67 x 94.5          | 16.7       | —  | 4              | 127 plg (3226 mm)                     | 55 plg (1397 mm) |